# Euceroplatus bistylus
Euceroplatus bistylus är en tvåvingeart som beskrevs av Loïc Matile 1990. Euceroplatus bistylus ingår i släktet Euceroplatus och familjen platthornsmyggor.
Artens utbredningsområde är Filippinerna. Inga underarter finns listade i Catalogue of Life.